# Angelo Colombo
Angelo Colombo (* 24. Februar 1961 in Mezzago) ist ein ehemaliger italienischer Fußballspieler und -trainer.

## Spielerkarriere

### Vereine
Aus der Jugend der AC Monza hervorgegangen, rückte Colombo zur Saison 1979/80 in die Erste Mannschaft auf, für die er bis Saisonende 1983/84 in der Serie B, der zweithöchsten Spielklasse im italienischen Fußball, Punktspiele bestritt. Sein Debüt gab er am 27. April 1980 (32. Spieltag) bei der 1:3-Niederlage im Auswärtsspiel gegen Atalanta Bergamo. Anschließend spielte er eine Saison lang für die US Avellino 1912 in der Serie A, für die er 30 Punktspiele bestritt und sein Erstligadebüt am 16. September 1984 (1. Spieltag) beim torlosen Remis im Heimspiel gegen die AS Rom gab, bevor er von 1985 bis 1987 für den Ligakonkurrenten Udinese Calcio spielte. Wegen Spielmanipulationen zu Saisonbeginn wurden seinem Verein neun Punkte aberkannt, wodurch dieser als Letztplatzierter in einem Teilnehmerfeld von 16 Mannschaften in die Serie B absteigen musste.
Von 1987 bis 1990 war Colombo Vertragsspieler der AC Mailand. Für den Verein bestritt er insgesamt 77 Punktspiele, in denen er sieben Tore erzielte, sowie 15 Spiele um die Coppa Italia, den nationalen Vereinspokal. Im Wettbewerb um den UEFA-Pokal 1987/88 bestritt er die jeweiligen Hin- und Rückrundenspiele der ersten und zweiten Runde. 1988/89 und 1989/90 bestritt er jeweils alle neun Spiele im Wettbewerb um den Europapokal der Landesmeister, den er auch zweimal gewann. Des Weiteren gewann er – ohne Einsatz, jedoch als Teil der Mannschaft – den UEFA Super Cup und auch den Weltpokal.
Nach zwei Jahren für die AS Bari in der Serie A, für den er zwei Tore in 26 Punktspielen erzielte, beendete er seine Spielerkarriere – vorerst.
Seine Spielerkarriere ließ Colombo in Australien ausklingen; er spielte für den im Westen Sydneys beheimateten und 1958 von italienischen Einwanderern gegründeten Verein Marconi Football Club, der in den 1990er Jahren den Beinamen Stallions annahm. In der A-League-Saison 1994/95 bestritt er für den viermaligen australischen Meister 17 Punktspiele, in denen er drei Tore erzielte.

### Nationalmannschaft
Als Spieler der Olympiaauswahl nahm Colombo am vom 14. September bis 1. Oktober 1988 in Seoul ausgetragenen olympischen Fußballturnier teil. Er bestritt alle drei Spiele der Gruppe B sowie das mit 2:1 n. V. gegen die Auswahl Schwedens gewonnene Viertelfinale am 25. September 1988 in Daegu. Im Halbfinale zwei Tage später in Busan verlor er mit seiner Mannschaft an der Auswahl der UdSSR, dem späteren Olympiasieger.

### Erfolge
- Weltpokal-Sieger 1989
- UEFA-Super-Cup-Sieger 1989
- Sieger Europapokal der Landesmeister 1989, 1990
- Italienischer Superpokal-Sieger 1988
- Italienischer Meister 1988

## Funktionär- und Trainerkarriere
Von Australien nach Italien zurückgekehrt war Colombo vom 1. Juli 1995 bis 30. Juni 2000 als Koordinator der Jugend-Scouting-Abteilung tätig. Anschließend füllte er vier Jahre lang die Position des Sportvorstandes der Jugendabteilung des AC Mailand aus. Vom 26. Januar bis 30. Juni 2009 war er in Montebelluna beim dort ansässigen Prodeco Calcio Montebelluna als Trainer tätig, wie auch vom 1. Mai 2010 bis 30. Oktober 2011 für die in Carpenedolo ansässige AC Carpenedolo.